# رود شارژنگا
رود شارژنگا (انگلیسی: Sharzhenga) یک رودخانه در استان ولوگدای کشور روسیه است.